# ریکا فوجی‌وارا
 ریکا فوجی‌وارا (انگلیسی: Rika Fujiwara؛ زاده ۱۹ سپتامبر ۱۹۸۱) یک تنیس‌باز اهل ژاپن است.